# Gymnasium Konz
Das Gymnasium Konz, anfangs Staatliches Gymnasium Konz genannt, ist ein vom Land Rheinland-Pfalz unterhaltenes Gymnasium in der Stadt Konz.

## Geschichte
Das Staatliche Gymnasium Konz wurde am 1. August 1973 zur Entlastung der Trierer Gymnasien eröffnet. Unterrichtet wurden damals 115 Schüler in der 5. Klasse von vier Lehrern; der Unterricht fand zunächst in Räumen der Haupt- sowie der Realschule im Schul- und Sportzentrum Konz statt. Zu Beginn des Schuljahres 1978/79 konnte der dortige Neubau des heutigen Hauptgebäudes bezogen werden. 1981 legten die ersten Schüler das Abitur ab.
1988 wurde eine neu erbaute Mehrzweckhalle in Betrieb genommen. Um sie für größere Veranstaltungen nutzen zu können, wurde die Halle durch einen Bühnenanbau ergänzt. 1998 wurde ein dreigeschossiger Erweiterungsbau eingeweiht. Seit 2003 wird das Gymnasium Konz als erstes Gymnasium in Rheinland-Pfalz als Ganztagsschule betrieben.

## Profil
Das Gymnasium Konz setzt seine Akzente vor allem im mathematisch-naturwissenschaftlichen Bereich sowie im sprachlichen Bereich. Damit möchte die Schule gemäß ihrem Leitbild ihre Schüler auf die Anforderungen einer sich schnell ändernden Welt vorbereiten. Dem Ziel einer möglichst ganzheitlichen Bildung der Jugendlichen sollen nach eigener Aussage unter anderem die musischen und sportlichen Angebote dienen.

## Besonderheiten und Auszeichnungen

### Geschichte
1987 führte der Deutsch- und Religionslehrer Willi Körtels gemeinsam mit anderen Lehrern und Schülern der Klassenstufe 12 des Gymnasiums das Projekt Jüdische Zeugnisse im Raum Konz durch. Körtels, der sich neben dem Schuldienst als Heimatforscher betätigte, publizierte später hierüber sowie über weitere Forschungsergebnisse zur jüdischen Lokalgeschichte insbesondere um die Region Trier.

### Naturwissenschaften
2003 wurde der Chemie-Leistungskurs 12 des Gymnasiums ausgewählt, mit Gewässeruntersuchungen an Saar und Mosel am internationalen GLOBE-Kongress im kroatischen Šibenik teilzunehmen und vertrat dort neben einer weiteren Schule Deutschland. Das GLOBE-Programm wurde ursprünglich als Initiative des damaligen US-Vizepräsidenten Al Gore von einem Zusammenschluss einiger US-Behörden ins Leben gerufen und wird inzwischen hauptsächlich von Raumfahrtbehörden aus der ganzen Welt unterstützt. Um 2003 nahmen an dem Projekt insgesamt 103 Nationen, rund 12.000 Schulen und mehr als 20.000 speziell dafür ausgebildete Lehrer teil.
2015 wurde die Jungforschergruppe des Gymnasiums Konz für ihre Untersuchung des Konzer Bachs und des Wassers an der Kanzemer Staustufe von dem Energieversorger RWE mit dem RWE-Klimaschutzpreis 2015 ausgezeichnet.
Ebenfalls 2015 wurde der Biologie- und Chemielehrer Jürgen Nikolaus Kopp mit dem Deutschen Lehrerpreis gemeinsam mit zwölf weiteren Lehrern in der Kategorie Schüler zeichnen Lehrer aus geehrt. Zudem wurde Kopp im Jahr 2015 gemeinsam mit 15 weiteren Lehrern mit dem Helmholtz-Lehrerpreis der Helmholtz-Gemeinschaft Deutscher Forschungszentren als „besonders engagierter Projektbetreuer“ von Jugend-forscht-Projekten ausgezeichnet.
Kopp war in seiner Funktion als MINT-Beauftragter der Schule auch treibende Kraft beim Aufbau eines Umweltanalytiklabors, mit dem im Schuljahr 2014/15 begonnen wurde. Das Projekt wurde im September 2016 im Rahmen des seit 2010 monatlich ausgelobten Wettbewerbs Energie für Bildung der Erdgashandelsgesellschaft Gasversorgung Süddeutschland (GVS) ausgezeichnet – als „Anerkennung für den Aufbau des (Umwelt)Analytik-Labors und dessen erfolgreiche didaktisch-methodische Verzahnung mit dem Fachunterricht“.
2014 zeichnete die Dr. Hans Riegel-Stiftung den Konzer Gymnasiasten Michel Kickert für seine Facharbeit in Chemie mit dem Dr. Hans Riegel-Fachpreis aus. Zum ersten Mal in der Geschichte des Gymnasiums Konz erhielt ein Schüler diesen Preis für eine naturwissenschaftliche Arbeit. Kickert untersuchte dabei die Arbeitsgeschwindigkeit eines spezifischen Enzyms bei der Milchsäuregärung.
Für das Engagement in den MINT-Fächern wurde die Schule 2016 von der Wirtschaftsinitiative MINT Zukunft schaffen gemeinsam mit 86 weiteren rheinland-pfälzischen Schulen als „MINT-freundliche Schule“ ausgezeichnet. Darüber hinaus wurde im gleichen Jahr dem MINT-Beauftragten der Schule, Jürgen Kopp, die Auszeichnung MINT-Botschafter des Jahres 2016 verliehen. 2024 erhielt er den Heinrich-Roessler-Preis der Gesellschaft Deutscher Chemiker.
Anfang April 2016 wurden die beiden Gymnasiasten Marvin Hirth und Simon Hein für ihre Untersuchungen im Fach Chemie unter der Fragestellung „Spiropyran – ein effizienter, haltbarer und massentauglicher Datenspeicher?“ als Landessieger im 51. Wettbewerb Jugend forscht in Rheinland-Pfalz ausgezeichnet. Bundesweit erreichten sie mit ihrer Jugend-forscht-Arbeit den viertbesten Platz im Fach Chemie, woraufhin sie im September 2016 von Bundeskanzlerin Angela Merkel empfangen wurden.

### Fremdsprachen
Beim Bundeswettbewerb Fremdsprachen 2016 qualifizierte sich die Konzer Gymnasiastin Andreea Dinklage im Einzelwettbewerb Solo 10+ in drei Fremdsprachen für das Finale des Wettbewerbs und gewann den 2. Preis.

### Musik
Die Big Band des Gymnasiums Konz wurde 2003 unter der Leitung von Musiklehrer Till Krüger gegründet und gilt seither als fester Bestandteil der musikalischen Landschaft der Großregion Trier. Sie tritt regelmäßig bei regionalen und überregionalen Veranstaltungen auf, darunter das Berendsbornfest, das Konz Musik Festival und das Jazzfest am Dom in Trier. Seit ihrer ersten Teilnahme am Jazzfest im Jahr 2008 ist die Band dort jedes Jahr vertreten. Im Schuljahr 2011/12 beteiligte sich die Big Band im Rahmen der Projekttage am Gymnasium Konz an der Zusammenstellung eines sinfonischen Blasorchesters, das eine Besetzung von 50 Schülerinnen und Schülern erreichte. 2019 trat die Big Band des Gymnasiums Konz als erste Schulband als Top-Act des Trierer Jazzfestivals auf und begleitete Heiner Wiberny, der als ehemaliger erster Altsaxophonist der WDR Big Band der diesjährige Stargast der Veranstaltung war. Im Rahmen des Projekts Meet Klezmer! trat die Band 2021 zudem mit dem Klarinettisten Helmut Eisel im Kloster Karthaus auf. Darüber hinaus veranstaltet die Big Band seit ihrer Gründung ein jährlich stattfindendes eigenes Konzert.
2013 feierte die Band ihr zehnjähriges Bestehen. Nachdem zwei Konzerte bedingt durch die COVID-19-Pandemie ausgefallen waren, wurde im März 2025 das 22-jährige Jubiläum in Form des 20. Jahreskonzertes gefeiert, das im großen Rahmen veranstaltet wurde. Zu diesem Anlass wirkten zahlreiche ehemalige Schüler und Bandmitglieder beim Konzert mit und traten gemeinsam mit der aktuellen Besetzung auf. Außerdem wurde das Jubiläumskonzert erstmalig in Zusammenarbeit mit dem neu gegründeten Jugendchor Singers of Reason and Logic gestaltet.
Neben klassischem Swing und Jazz umfasst das Repertoire der Big Band auch moderne Pop- und Rocktitel sowie Stücke aus den Bereichen Latin, Samba, Funk- und Soul. Anders als klassische Jazz-Ensembles tritt die Big Band des Gymnasiums Konz mit einer erweiterten Besetzung auf, in der auch Hörner, Klarinetten und Querflöten vertreten sind.
Im Oktober 2021 gewann mit Alina Becker eine ehemalige Sängerin der Big Band die Talentshow The Greatest Talent bei Nürnberg. Die Show versteht sich als Plattform für Nachwuchstalente und bietet ihnen Möglichkeiten für Auftritte im größeren Rahmen.
Zum musikalischen Profil des Gymnasiums Konz zählen außerdem mehrere Chöre in unterschiedlicher Besetzung, darunter der Orientierungsstufenchor und der GTS-Chor unter der Leitung von Mateo Klemann sowie der Jugendchor Singers of Reason and Logic unter der Leitung von Jakob Rendenbach. Die Fachschaft Musik richtet jährlich ein gemeinsames Adventskonzert aller Ensembles der Schule in der Konzer Kirche St. Nikolaus aus.

### Sport
Im Januar 2018 besuchte der Turner und Olympiasieger Fabian Hambüchen die Sportstätten des Schulzentrums Konz. Zuvor war die Turngemeinde (TG) Konz im Rahmen der von Hambüchen unterstützten Aktion Unser Verein ist Gold wert als "engagiertester Verein Deutschlands" ausgezeichnet worden.

## Bekannte Persönlichkeiten (Auswahl)

### Lehrer
- Willi Körtels (* 1947); Heimatforscher und Publizist zur jüdischen Geschichte in der Region Trier, Fächer: Deutsch und Religion, 1977–2010

### Schüler
- Abitur 1982: Robert Crumbach (* 1962); Politiker (BSW, zuvor SPD) und Arbeitsrichter, MdL, Minister der Finanzen und für Europa sowie stellvertretender Ministerpräsident des Landes Brandenburg
- Abitur 1985: Joachim Weber (* 1966); Politiker (CDU), Bürgermeister der Stadt und Verbandsgemeinde Konz
- Abitur 1986: Frank Sieren (* 1967); Journalist, Korrespondent, Dokumentarfilmer und Autor, Experte für politische und wirtschaftliche Entwicklungen in der Volksrepublik China
- Abitur 1994: Andreas Wunn (* 1975); Journalist, Fernsehmoderator und Autor, Leiter und Moderator des ZDF-Morgenmagazins und des ZDF-Mittagsmagazins
- Abitur 2006: Sandra Stein (* 1986); Politikerin (Bündnis 90/Die Grünen) und Unternehmerin, MdB
- Abitur 2007: Verena Hubertz (* 1987); Politikerin (SPD) und Unternehmerin, MdB, Bundesministerin für Wohnen, Stadtentwicklung und Bauwesen